# Joseph Maria von Colloredo-Mels und Wallsee
Joseph Maria von Colloredo-Mels und Wallsee (Regensburg, 11 september 1735 - Wenen, 26 november 1818) was een Oostenrijks generaal en minister.

## Biografie
Joseph Maria van Colloredo was een zoon van Rudolf Jozef van Colloredo-Mels. Von Colloredo wist zich te onderscheiden tijdens de Zevenjarige Oorlog, met name in de Slag bij Praag en de Moys. In Breslau zat hij enige tijd in gevangenschap. In 1763 werd hij tot generaal-majoor verheven. Zes jaar later kreeg hij het commando over zijn eigen compagnie. Hij wist zich al snel in het leger verder omhoog te werken en kreeg een plaats in de oorlogsraad. In die hoedanigheid vergezelde hij keizer Jozef II in 1777 naar Frankrijk. Als ridder van Malta zijnde weigerde hij om ridder te worden in de Orde van Maria Theresia.
In 1791 werd hij in de Orde van Malta benoemd tot grootprior van Bohemen. Hij probeerde in die hoedanigheid de macht van zijn Orde te versterken in Oostenrijk, maar slaagde daar niet in. Hij werd tijdens de Achtste Oostenrijks-Turkse Oorlog door Jozef II aangesteld tot veldmaarschalk. Daarna werd hij beleend met belangrijke functies aan het hof en binnen de generale staf van Oostenrijk.